# CB Simulator
CompuServe CB Simulator è stato il primo servizio di chat online dedicato ampiamente disponibile al pubblico. È stato sviluppato da un dirigente di CompuServe, Alexander "Sandy" Trevor, e pubblicato da CompuServe nel 1980.
A quel tempo, la maggior parte delle persone aveva familiarità con la radio citizen band, spesso abbreviata in radio CB, ma la chat multiutente e la messaggistica istantanea erano ancora sconosciute. CompuServe CB utilizzava il paradigma della radio CB per aiutare gli utenti a comprendere il nuovo concetto. Come la radio CB, aveva 40 "canali" e comandi come "tune", "squelch" e "monitor". CompuServe CB divenne rapidamente il singolo prodotto più grande su CompuServe nonostante la quasi totale assenza di marketing. Quando 40 canali non erano sufficienti, vennero aggiunte "bande" aggiuntive, come la banda "Adult".
Il CompuServe CB Simulator è stato anche l'ambientazione per The Strange Case of the Electronic Lover, uno studio etnografico di Lindsy Van Gelder che esamina il fenomeno dell'identità di genere nei primi giorni delle chat room online e come l'esposizione di un utente come uomo che fingeva di essere donna abbia influenzato una comunità di utenti.